# ソケ族
ソケ族（ソケぞく、Zoque）は、メキシコに住む民族。

## 居住地
メキシコ、チアパス州西部、トゥストラグチエレスの町からタバスコ州に至る帯状の地域に住む。隣接部族のミヘ族の住む土地より低く、起伏も少ない。
一部には瓦ぶきの丸太小屋に住むものもいるが、大部分のソケ族は草ぶき屋根の小屋で暮らす。

## 生活
主食であるトウモロコシ、豆類、カボチャのほか、パイナップル、パパイア、トマト、コーヒーを栽培している。
毒流し法による漁業も行う。

## 宗教
ミヘ族の宗教と似ていて、脈拍を魂と考えている。脈拍が弱まるのは、魂が衰えていくしるしだとされる。
メスカリンの原材料となるキノコは、ソケ族にとって宗教的な意味がある。